# Гожно
Гожно (пољ. Górzno) град је у Пољској у Војводству кујавско-поморском. По подацима из 2012. године број становника у месту је био 1415.
.

## Становништво
| 2012. |
| ----- |
| 1.415 |